# Слобода (Первоуральський міський округ)
Слобода́ (рос. Слобода) — село у складі Первоуральського міського округу Свердловської області.
Населення — 319 осіб (2010, 371 у 2002).
Національний склад станом на 2002 рік: росіяни — 96 %.